# Bataillon sacré

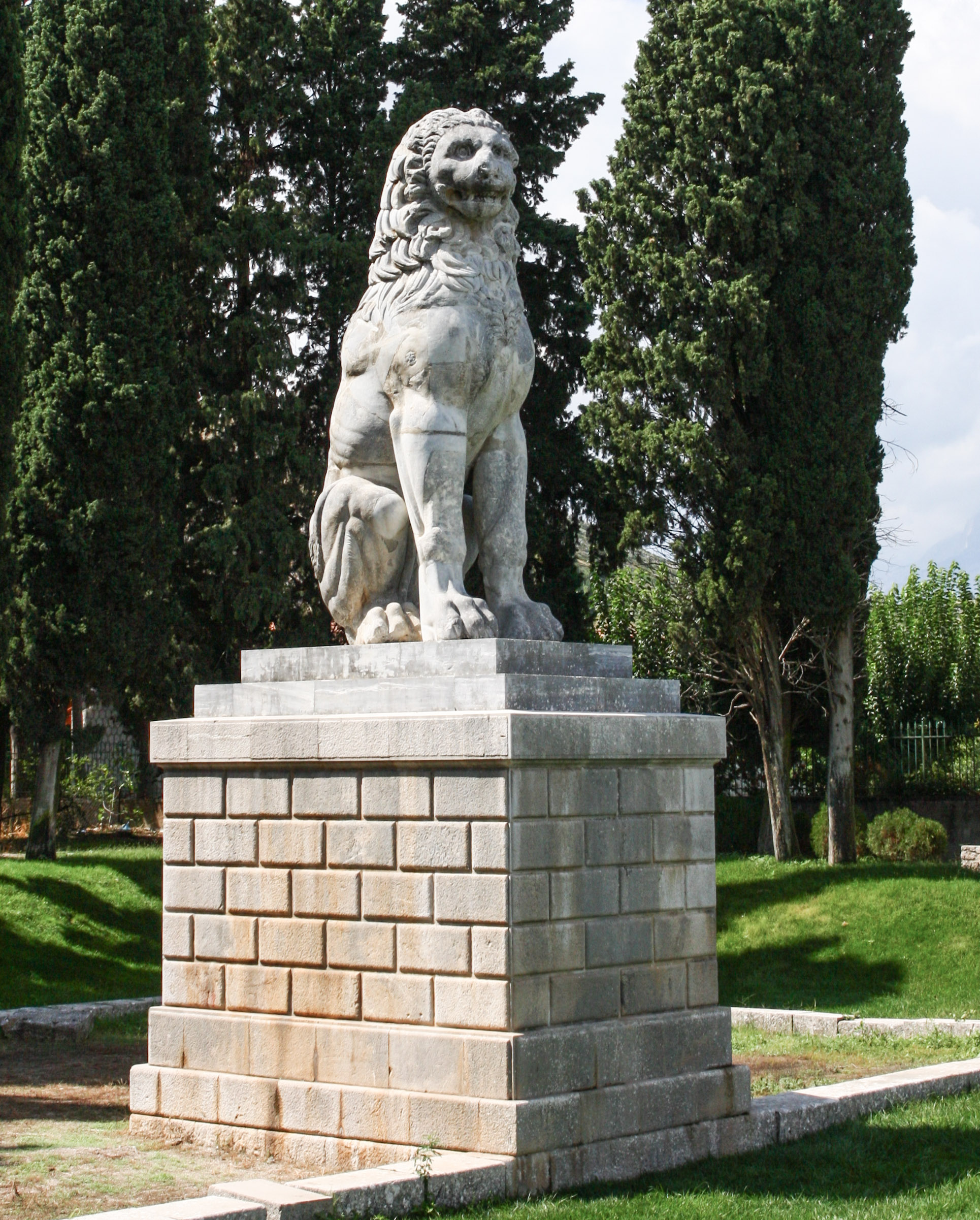
Le Lion de Chéronée, probablement érigé par les Thébains pour commémorer les morts de la bataille de Chéronée qui a vu la destruction du Bataillon sacré.

Le Bataillon sacré (en grec ancien ἱερὸς λόχος / hiéros lokhos) est un corps d'élite de l'armée thébaine dans la Grèce antique. Il est réputé comme étant formé de 150 couples d'amants. Il joue un rôle crucial dans la victoire contre les Spartiates à la bataille de Leuctres en 371 av. J.-C. Il est détruit à la bataille de Chéronée en 338 av. J.-C. par l'armée macédonienne de Philippe II. Il constitue sans doute l'exemple le plus célèbre d'homosexualité dans les armées en Grèce antique.
L'historicité du Bataillon sacré est largement acceptée par les historiens.

## Bataillon sacré thébain
Le Bataillon sacré de Thèbes aurait été créé par Épaminondas ou par Gorgidas. Il est évoqué dans son principe par Platonet Xénophon, dans sa réalité historique par Dinarque. Il est aussi mentionné par Athénée, Hiéronymos de Rhodes, Polyen et Plutarque.
Le Bataillon sacré se distingue par plusieurs points :
- Le premier est qu'il aurait été formé de 150 couples d'amants pédérastiques, érastes et éromènes[4]. Plutarque notait que, « selon certains », le Bataillon sacré était composé de 150 couples de pédérastes, ce qui représenterait l'origine de la formation du binôme en matière de tactique de combat.
- Le deuxième sur lequel le Bataillon sacré se démarque est par son équipement. En effet l'équipement des guerriers du Bataillon était celui d'un hoplite, c'est-à-dire pour l'armement offensif une lance et une épée, et pour l'armement défensif un large bouclier rond, un casque très enveloppant, une cuirasse de lin doublée et des jambières. Cet équipement était normalement financé par les hoplites eux-mêmes, ce qui représentait à l'époque trois mois de salaire pour un artisan qualifié. Mais pour le Bataillon sacré c'est la cité de Thèbes qui prenait en charge l’entraînement et l'entretien.
- Un autre point qui nous permet de distinguer le Bataillon sacré des autres hoplites, c'est son recrutement. En effet, à cause du prix de l'équipement seuls les riches citoyens des différentes cités grecques pouvaient prétendre au titre d'hoplite ; alors que pour le Bataillon sacré le recrutement se faisait au mérite. Ils ne sont pas choisis, nous confie Plutarque « pour leur naissance mais seulement pour leurs qualités physiques et leurs mérites ».

Nous pouvons nous demander pourquoi le Bataillon sacré était si fort à l'époque antique. Les batailles de cette époque se déroulaient en grande majorité de la façon suivante : les miliciens des deux armées s'assemblent chacun en phalange, puis viennent ensuite se percuter front contre front et poussent. La première des deux formations qui craque a perdu. Évidemment certains sont meilleurs que d'autres à ce jeu, c'est le cas des Spartiates dont les soldats passaient l'essentiel de leur vie à s'entrainer. Le Bataillon thébain applique de façon partielle le modèle lacédémonien, Nicholas Ryan Rockwell, de l'université de Californie nous le résume par « une unité professionnelle et permanente mais financée sur fonds public. L'unité passait l'essentiel de son temps en entrainement militaire. Et elle a développé sans aucun doute un moral et un esprit de camaraderie qui ont renforcé sa cohésion. »
Le Bataillon sacré était d'abord disposé tout au long de la ligne de bataille thébaine, ces guerriers d'élites étant utilisés pour renforcer la résolution des autres. Le premier fait d'armes du Bataillon fut lors de la bataille de Tégyres en -375, cette bataille est un peu le fruit du hasard. En effet, à ce moment le général Péliopidas décide d'envoyer le Bataillon sacré et quelques cavaliers prendre Orchomène, dernière place forte sous contrôle spartiate en Béotie. C'est donc sur le chemin que ces derniers tombent sur des Spartiates, on estime alors leur force à au moins une mora (le régiment standard spartiate soit 500 hommes) voire deux. Normalement la simple vue de ces guerriers, alors réputés invincibles suffit à faire reculer l'adversaire. Mais ici à Tégyres, c'est l'inverse qui se produit: lors du premier impact entre les Thébains et les Spartiates, les premiers créent la surprise en tuant la majeure partie des officiers présents. Les Spartiates tentent de réagir mais sont de nouveau surpris par l'audace et la violence du Bataillon sacré. La victoire revient finalement au Bataillon qui fait fuir ce qui reste de cette armée spartiate. Après qu'il se fut distingué à Tégyres, Pélopidas l'utilisa comme une sorte de garde personnelle. Pendant trois décennies, ce corps d'élite continua de jouer un rôle important. Le summum de la puissance du Bataillon sacré peut être vue au travers de la bataille de Leuctres en -371, ville située à 10km de Thèbes. Le 6 juillet -371 la petite armée thébaine composée de 8 000 à 20 000 hommes est contrainte de se battre contre une armée spartiate forte de 12 000 à 28 000 hommes (alliés compris). Le général thébain Épaminondas pour donner la victoire à son armée innove en renforçant l'aile gauche de sa phalange qu'il épaissit de 50 rangs (contre 8 à 12 habituellement): cette dernière est flanquée par le Bataillon sacré. L'aile droite spartiate, qui est l'endroit où se trouvent traditionnellement ses meilleurs guerriers, ploie alors sous la poussée de la puissante aile gauche thébaine, puis est ensuite percutée par le Bataillon sacré. Ses chefs sont tués, la phalange spartiate fuit, laissant un millier de morts dont 300 hippeis, élites de l'élite dans l'armée spartiate. Leuctres coûte à Sparte un tiers de ses forces en quelques heures. Le génie militaire de Épaminondas et la qualité militaire du Bataillon sacré vont faire de Thèbes la première puissance grecque. Mais cette hégémonie est de courte durée: Épaminondas tombe en -362 à Mantinée lors d'une ultime victoire contre Sparte. Le Bataillon participa, sous les ordres de Théagène — frère de Timoclée —, à la bataille de Chéronée contre l'armée macédonienne. Selon certaines reconstitutions il fut détruit par la cavalerie des Compagnons commandée par le jeune Alexandre le Grand.[réf. souhaitée] Selon la tradition, Philippe II, s'arrêtant devant l'endroit où le Bataillon avait péri, s'écria : « Maudits soient ceux qui soupçonnent ces hommes d'avoir pu faire ou subir quoi que ce soit de honteux. »
Les soldats tués furent enterrés dans une sépulture collective (πολυάνδρειον / polyandreion) surmontée d'un lion de pierre (découvert en 1818), dit Lion de Chéronée. La fouille de l'enceinte quadrangulaire a mis au jour 254 squelettes, disposés sur sept rangées.

### Vraiment des pédérastes?
La « camaraderie » sous-entend-elle un recrutement spécifiquement pédérastique ? Polybe explique les 150 paires de combattants par cette citation « dévoués l'un à l'autre » par des vœux sacrés, prononcés sur l'autel de Iolaos, héros thébain et amant d'Héraclès.[réf. nécessaire] En fait cela n'a rien d'extraordinaire : dans la civilisation grecque de l'époque hellénistique, certaines formes de relations qu'on qualifierait aujourd'hui d'homosexuelles, notamment entre hommes, étaient socialement reconnues et parfois valorisées dans le cadre culturel précis et les limites normatives du système militaire grec fondé sur une relation initiatique entre le maître et l'élève : la pédérastie. Cette dernière est institutionnalisée et légitimée par les couples célèbres de la mythologie grecque: Héraclès et Iolaos, Zeus et Ganymède ou encore Achille et Patrocle.[réf. nécessaire] À Sparte, cette relation est même régie par la loi pour devenir citoyen-hoplite. Nicholas Ryan Rockwell nous explique : « L'homosexualité des membres du Bataillon sacré n'est que la continuation de ces liens. D'autant plus que tous ces hommes vivent ensemble dans leur citadelle de Cadmée. »[réf. nécessaire] Donc rien d'inhabituel dans les relations du Bataillon par rapport aux standards de l'époque, ce que confirment d'ailleurs les sources. Sur les onze sources mentionnant l'unité, étudiées par David Decosta Leitão, professeur à l'université de San Francisco, cinq ne font aucune allusion à ce caractère homosexuel.[réf. nécessaire] Sur ces derniers, Plutarque, qui est celui qui donne le plus de détails, utilise les marques d’un discours rapporté telles que « dit-on » ou « certains rapportent que… ».[réf. nécessaire] Le bataillon est cependant fameusement cité dans le cadre de la conversation sur l’amour dans le Banquet de Platon, avec l’argument que sa force et sa détermination viennent de l’amour même qui unit les couples amant-aimé en faisant partie.[réf. nécessaire]
À l’instar des us des élites de l’époque, les combattants du bataillon était vraisemblablement des paires d’amants, tenant l’un à l’autre plus qu’à leur vie même, expliquant le succès d’une telle formation militaire et sa postérité.

## Postérité et influence
Le Bataillon sacré est parfois appelé « légion thébaine », bien que cette expression désigne plus couramment une légion mentionnée par le martyrologe chrétien.
Il existe dans l'histoire, notamment grecque, d'autres Bataillons sacrés :
- la Légion sacrée carthaginoise, corps d'élite antique formé à l'origine de jeunes hommes issus des familles les plus riches de la ville ;
- celui, dit de Iași, créé le 22 février 1821 par Alexandre Ypsilántis (1792-1828), un officier grec au service du Tsar de Russie qui combattit pendant les campagnes napoléoniennes de 1812 à 1814 où il perdit un bras. Il leva une troupe composée de 500 étudiants grecs de l’étranger. Le 7 juin 1821, ils furent défaits par les troupes turques près de Drăgășani actuelle ville de Roumanie ;
- un Ordre de Chéronée, petite société secrète d'homosexuels, a été fondée en Angleterre vers 1895 par G.C. Yves (1867-1950), par référence à ce bataillon, à sa défaite et à sa possible renaissance ;
- le Bataillon sacré des Grecs de l’Épire du Nord formé le 14 février 1914 par Spyridon Melios ou Spyromelios, pour gagner leur indépendance. Ils défirent les Albanais à la bataille de Premet le 23 février suivant ;
- après l’occupation allemande de la Grèce en 1941, le gouvernement grec s’exila en Égypte, où résidait une communauté de plus de 200 000 Grecs. Devant le nombre important d’officiers présents, il fut créé le 15 septembre 1942 un bataillon de 200 hommes, composé uniquement d'officiers, sous les ordres du major Antonios Stephanakes et le commandement opérationnel sous ceux du colonel Christodoulos Gigantes. Ce bataillon prit le nom de Bataillon sacré. Rattaché aux Forces grecques libres, il fut entraîné par le SAS de David Stirling et se plaça d'abord sous les ordres de Leclerc. Ce régiment fut à l’origine des Forces spéciales grecques actuelles ;
- les groupes de résistance à l'occupant nazi dans les Cyclades portaient le nom de « Bataillon sacré ».

Cette dénomination s'est appliquée par la suite à des corps d'élite, dans le cas de plusieurs nations modernes, surtout ceux qui se formèrent lors de retraites ou de déroutes. C'est ainsi que l'on parle de « bataillon sacré » au sujet du dernier carré à Waterloo ou d'« escadron sacré ».